# Carmen María Montiel
Carmen María Montiel Ávila es una modelo, exreina de belleza, politóloga, presentadora y periodista venezolana. En 1984, ganó el concurso de Miss Venezuela y representó a su país en el concurso de Miss Universo 1984 celebrado en Miami, Florida, Estados Unidos el 9 de julio de 1984, donde obtuvo el título de segunda finalista. También representaría a Venezuela en el Miss Sudamérica 1984, ganando el título contra 9 participantes.

## Sus Inicios
Carmen María Montiel Ávila nació en Maracaibo, Venezuela el 19 de diciembre de 1964. Hija del segundo matrimonio de Juan Evangelista Santos Montiel-Guillén con Noemí Ávila de Montiel, en una familia colonial tradicional española de ocho hermanos. Tiene ascendencia española, francesa, italiana y alemana.
Es tía de la semifinalista del Miss Venezuela 2004 Anabel Montiel Galuppo.
Jamás pensó en convertirse en una reina de belleza. Su llegada al mundo de Miss Venezuela fue accidental, ya que conoció a su presidente Osmel Sousa en una discoteca en Cabimas y le animó a presentarse. Por aquel entonces tenía 16 años y estaba estudiando arte. Tras dos años de negativa, se presentó Miss Venezuela representando a Miss Zulia y lo ganó, pasando a competir por la corona de Miss Universo de ese año, en donde finalmente quedaría como Segunda Finalista.
Luego de ganar el certamen creó una fundación "Las Misses", conjuntamente con otras reinas de belleza venezolanas para ayudar hospitales infantiles porque "En nuestros países, los hospitales públicos tienen mucha necesidad, como en estos momentos en Venezuela". Idea que caló en otros países de Latinoamérica.
Montiel es miembro del Partido Republicano de los Estados Unidos y participó como candidata a congresista por el 18.° distrito congresional de Texas en las Elecciones a la Cámara de Representantes de los Estados Unidos de 2022.

## Su vida tras Miss Universo
Tras su paso por el concurso de Miss Universo, Carmen pasó a formar parte del programa matutino "Buenos días Venezuela". Posteriormente, formó parte del primer grupo de "cómplices" en el programa de variedades matutino Complicidades, emitido a mediados de los ochenta en Venevisión.
En 1988 decide irse a estudiar a los Estados Unidos. Estudió en Carolina del Norte y Tennessee, donde continuó sus estudios de Periodismo. En 1991 obtiene con honores (magna cum laude) su título de licenciada en Comunicaciones y ese mismo año se muda de Houston, Texas, ciudad en la que reside desde entonces.
Ya en esta ciudad norteamericana, empezó a trabajar en Telemundo, pasando pronto a ser la presentadora del noticiero Telemundo-CNN, luego dedicó gran parte de su tiempo en obras benéficas, tanto en Estados Unidos como en otros países, donde su labor altruista es reconocida. Actualmente está retomando su carrera como periodista, sin dejar la beneficencia, labor que le llena en gran medida, por esta meritoria labor, ha recibido varios reconocimientos en ese país y otros donde su ayuda humanitaria ha llegado.
Recientemente, se ha postulado como candidata a la Cámara de Representantes por el Partido Republicano de Estados Unidos, por el 29.º distrito congresional de Texas.
Tiene tres hijos Alexandra Isabel, Carmen María y Juan Diego, quienes viven con ella y les dedica otra parte importante de su tiempo.